# Orotidina 5'-fosfato decarboxilase
Orotidina 5'-fosfato decarboxilase (OMP decarboxilase, sendo OMP abreviação do termo em inglês orotidine 5'-phosphate decarboxylase) ou orotidilato decarboxilase é uma enzima envolvida na biossíntese da pirimidina.  Ela catalisa a decarboxilação de monofosfato de orotidina (OMP) para formar monofosfato de uridina (UMP).  A função desta enzima é essencial para a biossíntese de novo dos nucleotídeos de pirimidina trifosfato de uridina, trifosfato de citidina e trifosfato de timidina.  OMP decarboxilase tem sido um alvo frequente de investigação científica devido à sua extrema eficiência catalítica demonstrada e sua utilidade como um marcador de seleção para engenharia de cepas de levedura.
|  |

## Catálise
OMP decarboxilase é conhecido por ser um catalisador extraordinariamente eficiente capaz de acelerar a taxa de reação não catalisada por um fator de 1017. Para colocar isso em perspectiva, a reação não catalisada que levaria "78 milhões de anos" para converter metade dos reagentes em produtos é acelerada para "18 milissegundos" quando catalisada pela OMP descarboxilase.  Essa extrema eficiência enzimática é especialmente interessante porque as OMP descarboxilases não usam cofatores e não contêm sítios metálicos ou grupos protéticos.  A catálise depende de um punhado de resíduos carregados de aminoácidos posicionados dentro do sítio ativo da enzima.

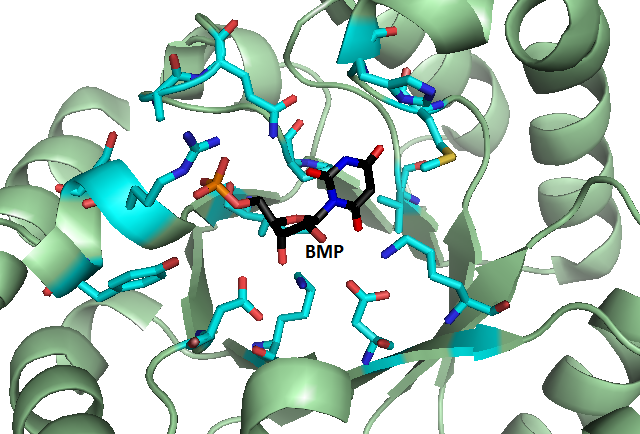
Imagem representando a estrutura do sítio ativo da OMP descarboxilase quando ligada ao inibidor BMP. Observe os resíduos Lys e Asp ao redor do 6-hidroxil do substrato. (Imagem capturada do instantâneo do visualizador PyMOL da estrutura cristalina 1LOR)

O mecanismo exato pelo qual a OMP descarboxilase catalisa sua reação tem sido objeto de rigorosa investigação científica.  A força motriz para a perda da carboxila ligada ao C6 do anel pirimidina vem da proximidade de um grupo carboxila do resíduo aspartato no sítio ativo da enzima, que desestabiliza o estado fundamental em relação ao estado de transição da reação não catalisada.  Houve várias hipóteses sobre a forma que o estado de transição toma antes que a protonação do carbono C6 ocorra para produzir o produto final.  Muitos estudos investigaram a ligação de um potente inibidor da OMP descarboxilase, monofosfato de 6-hidroxi uridina (BMP, um derivado de [[ácido barbitúrico), dentro do sítio ativo, para identificar quais resíduos de aminoácidos essenciais estão diretamente envolvidos com a estabilização do estado de transição. (Veja a figura da enzima ligada a BMP) Vários mecanismos para a descarboxilação enzimática de OMP foram propostas, incluindo a protonação em O2 para formar uma espécie zwitteriônica como um intermediário, a estabilização de ânion de O4, ou ataque nucleofílico em C5.  O consenso atual sugere que o mecanismo prossegue através de um carbânion estabilizado no C6 após a perda de dióxido de carbono. Este mecanismo foi sugerido a partir de estudos que investigaram os efeitos cinéticos dos isótopos em conjunto com a inibição competitiva e a mutagênese do sítio ativo.Jeehiun K Lee, Dean J Tantillo (25 de junho de 2004). Orotidine Monophosphate Decarboxylase: A Mechanistic Dialogue. [S.l.: s.n.] ISBN 9783540205661</ref>  Neste mecanismo, a espécie de carbânion de vida curta é estabilizada por um resíduo de lisina próximo, antes de ser extinta por um próton. (Veja o esquema do mecanismo catalítico)  A intermediação de um carbânion de vinil altamente básico que não se beneficia de estabilização eletrônica é rara em um sistema enzimático e em sistemas biológicos em geral.  Notavelmente, o microambiente enzimático ajuda a estabilizar consideravelmente o carbânion.  O pKaH do intermediário carbaniônico ligado à enzima foi medido como sendo menor ou igual a 22 com base em estudos de troca de deutério.  Embora ainda altamente básico, o correspondente pKaH do intermediário carbaniônico livre é estimado ser muito maior, em torno de 30-34 (com base em medições no análogo 1,3-dimetiluracilo), levando à conclusão de que a enzima estabiliza o carbânion em pelo menos 14 kcal/mol.

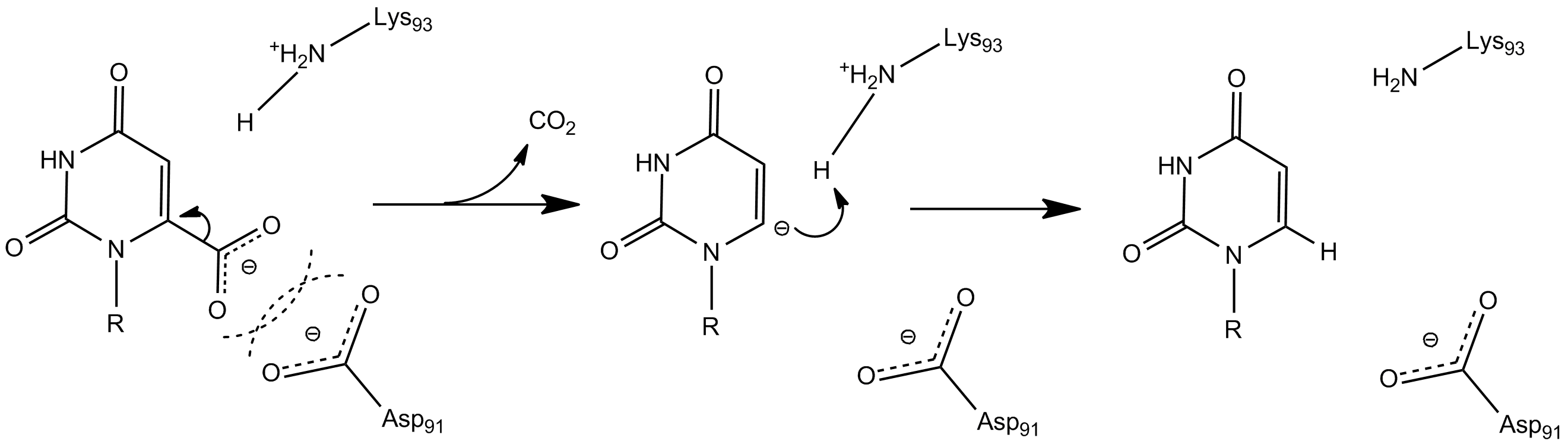
Esquema de reação mostrando o mecanismo de catálise da OMP descarboxilase através de um carbânion vinil putativo na posição C6. Este carbânion provavelmente é estabilizado pelo resíduo de lisina protonado próximo. Os resíduos Lys93 e Asp91 a numeração corresponde à sequência para OMP descarboxilase de S. cerevisiae.

## Vs UMP sintase
Em leveduras e bactérias, OMP descarboxilase é uma enzima de função única. Entretanto, em mamíferos, OMP decarboxilase faz parte de uma única proteína com duas atividades catalíticas. Esta enzima bifuncional é denominada UMP sintase e também catalisa a reação anterior na biossíntese de nucleotídeos de pirimidina, a transferência de ribose 5-fosfato de 5-fosforribosil-1-pirofosfato a orotato para formar OMP.  Em organismos que utilizam OMP descarboxilase, esta reação é catalisada por orotato fosforribosiltransferase.

## Importância na genética de leveduras
Mutações no gene que codifica OMP descarboxilase em levedurs (URA3) leva à auxotrofia em uracila. Além disso, uma função OMP descarboxilase torna as cepas de levedura sensíveis à molécula ácido 5-fluoroorótico (5-FOA).  O estabelecimento do gene URA3 como um marcador de seleção com estratégias de seleção positiva e negativa tornou a expressão controlada da OMP descarboxilase uma ferramenta laboratorial significativa para a investigação da genética de leveduras..